# يعقوب غروندمان
يعقوب غروندمان (بالعبرية: יעקב גרונדמן‏) هو لاعب كرة قدم ومدرب كرة قدم إسرائيلي في مركز الوسط، ولد في 20 يوليو 1939 في بولندا، وتوفي في 24 مايو 2004 في إسرائيل بسبب سرطان. شارك مع منتخب إسرائيل لكرة القدم. أما مع النوادي، فقد لعب مع نادي بني يهودا تل أبيب.

## وصلات خارجية
- يعقوب غروندمان على موقع ناشيونال فوتبول تيمز (الإنجليزية)